# Larrabee

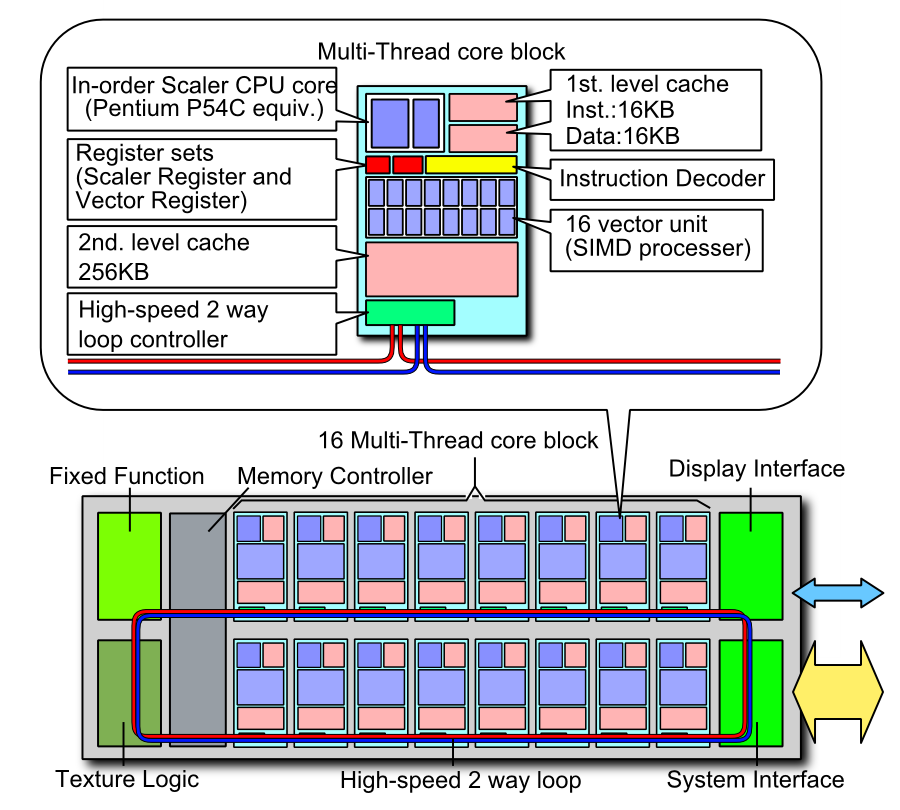
Blockdiagram av arkitektur Larrabee GPU.

Larrabee är en typ av grafikprocessor (GPU) utvecklad av det amerikanska företaget Intel. Larrabee uppges bestå av ett flertal x86-kärnor och har flera användningsområden än traditionell framställning av spelgrafik.
Det projektet som skulle åstadkomma en kommersiell produkt direkt från utvecklingsprojektet Larrabee avbröts i maj 2010. Intels multiprocessor-arkitektur MIC offentliggjordes 2010 och ärvde många lösningar från Larrabee-projektet, men fungerar inte som en grafik-processor. Denna produkt är tänkt att användas som en co-processor som ger höga prestanda. Prototypkortet heter Knights Ferry och ett kort baserat på ett chip baserat på en 22nm-process benämnd Knights Corner, varav olika versioner av dessa släpptes mellan 2012 och 2014.